# Khorata jaegeri
Khorata jaegeri là một loài nhện trong họ Pholcidae. Loài này được phát hiện ở Lào.